# Nelo Risi
Nelo Risi (* 21. April 1920 in Mailand; † 17. September 2015 in Rom) war ein italienischer Dokumentarfilmer, Filmregisseur und Drehbuchautor.

## Leben
Wie sein Bruder Dino schloss Risi in Medizin ab und widmete sich nach Kriegseinsatz an der russischen Front sowie Internierungszeit in der Schweiz ab 1941 der Poesie (v. a. mit dem Band „Le opere e i giorni“). Als Mitglied der sogenannten Linea Lombarda (der z. B. auch Roberto Rebora, Vittorio Sereni und Renzo Modesti angehörten) veröffentlichte er etliche Werke wie „Il contromemorale“, „Minime massime“, „Amica mia nemica“ oder „Il mondo in una mano“. Nach Ende des Krieges lebte Risi einige Zeit in Paris.
Von 1949 an arbeitete Risi auch für den Film; als Dokumentarist verantwortete er – seit 1954 wieder in Italien lebend – zahlreiche Filme, die sich meist mit sozialen, historischen und künstlerischen Themen auseinandersetzten (Il delitto Matteotti 1956, I fratelli Rosselli 1959, La Firenze di Pratolini 1963). Seinen ersten Spielfilmbeitrag schuf er 1961, als er die Episode „Ragazze madri“ zum Episodenfilm Die Italienerin und die Liebe beisteuerte. Von da an, vor allem bis Mitte der 1970er Jahre, pendelte er zwischen Fernsehen und Film und verantwortete eine überschaubare Anzahl an oft ambitionierten Geschichten in historischem Umfeld wie dem während des Zweiten Weltkrieges angesiedelten Andremo in città, der nach einem Buch seiner Ehefrau Edith Bruck geschrieben wurde, sowie das mehrfach preisgekrönte psychoanalytische Schizophrenie-Drama Diario di una schizofrenica. Auch hier stammte das Drehbuch von Risi selbst, der gelegentlich auch andere Regisseure damit belieferte.
Für das Theater war er als Autor von „Lo studente di lingue ovvero punto finale a un pianeta infernale“ tätig.
2006 wurde Risi mit dem „Premio Dino Campana“ ausgezeichnet.

## Filmografie (Auswahl)
Regie und Drehbuch
- 1961: Die Italienerin und die Liebe (Le italiane e l'amore) (eine Episode)
- 1965: Wir fahren in die Stadt (Andremo in città)
- 1968: Diario di una schizofrenica
- 1969: Ondata di calore
- 1971: Una stagione all'inferno
- 1972: La colonna infame
- 1988: Der Himmel ist fern (Un amore di donna)

Drehbuch
- 1963: Der korsische Sohn (Jusqu'au boût du monde)
- 1969: Flashback

Dokumentarfilm
- 1970: Documenti su Giuseppe Pinelli

## Veröffentlichungen (Auswahl)
- 1948: L'esperienza
- 1956: Polso teso
- 1961: Pensieri elementari
- 1965: Dentro la sostanza
- 1970: Di certe cose che dette in versi suonano meglio in prosa
- 1976: Maica mia nemica
- 1983: I frabricanti del „bello“
- 1991: Mutazioni
- 1994: Ilmondo in una mano